# Григоло, Витторио
Витто́рио Григо́ло (итал. Vittorio Grigolo; 19 февраля 1977, Ареццо) — итальянский оперный певец, тенор.

## Биография
Витторио родился в итальянском городе Ареццо, но рос в Риме. Он начал петь в возрасте 4 лет. Его родители, обнаружив талант сына, настояли на том, чтобы он прошёл прослушивание в хоре Сикстинской капеллы. Блестяще пройдя прослушивание, Витторио был назначен солистом хора. Следующие 5 лет он проучился в школе Schola Puerorum при Сикстинской капелле .
Дебют Витторио состоялся когда ему было 13 лет. Он исполнил партию Пастуха в опере «Тоска» на сцене Римского оперного театра (Римский оперный театр), выступая вместе с Лучано Паваротти за что получил прозвище «Il Pavarottino» . В 23 года Витторио Григоло уже выступал на сцене театра Ла Скала, став самым молодым исполнителем этого театра. Он также стал единственным итальянским исполнителем, которого освободили от обязательной воинской повинности. В следующем году он выступал с Стингом, Брюсом Спрингстином и Джеймсом Тейлором в Карнеги-холле по случаю двухлетнего концерта The Revlon для Фонда Rainforest Fund, организованного самим Стингом и Труди Стайлером.

## Карьера и музыкальная деятельность
На сегодняшний день репертуар Витторио Григоло включает 24 оперы. Он регулярно выступает на сценах самых известных оперных театров мира, таких как «Ла Скала», «Ковент-Гарден», «Метрополитен-опера» и многие другие.
В 2006 году Витторио Григоло записал свой первый альбом «In the Hands of Love». В 2007 был записан второй диск — «West Side Story», а в 2010 году вышел его альбом под названием «The Italian Tenor».
В 2015 году Витторио Григоло вместе выступал  с Brian May в рамках гала-вечере, перед началом шоу в Арена ди Верона.

### Награды
- 2006 год — European Border Breakers Award (EBBA)
- 2008 год — Capri Exploit Music Award и Грэмми